# Oreste Marini

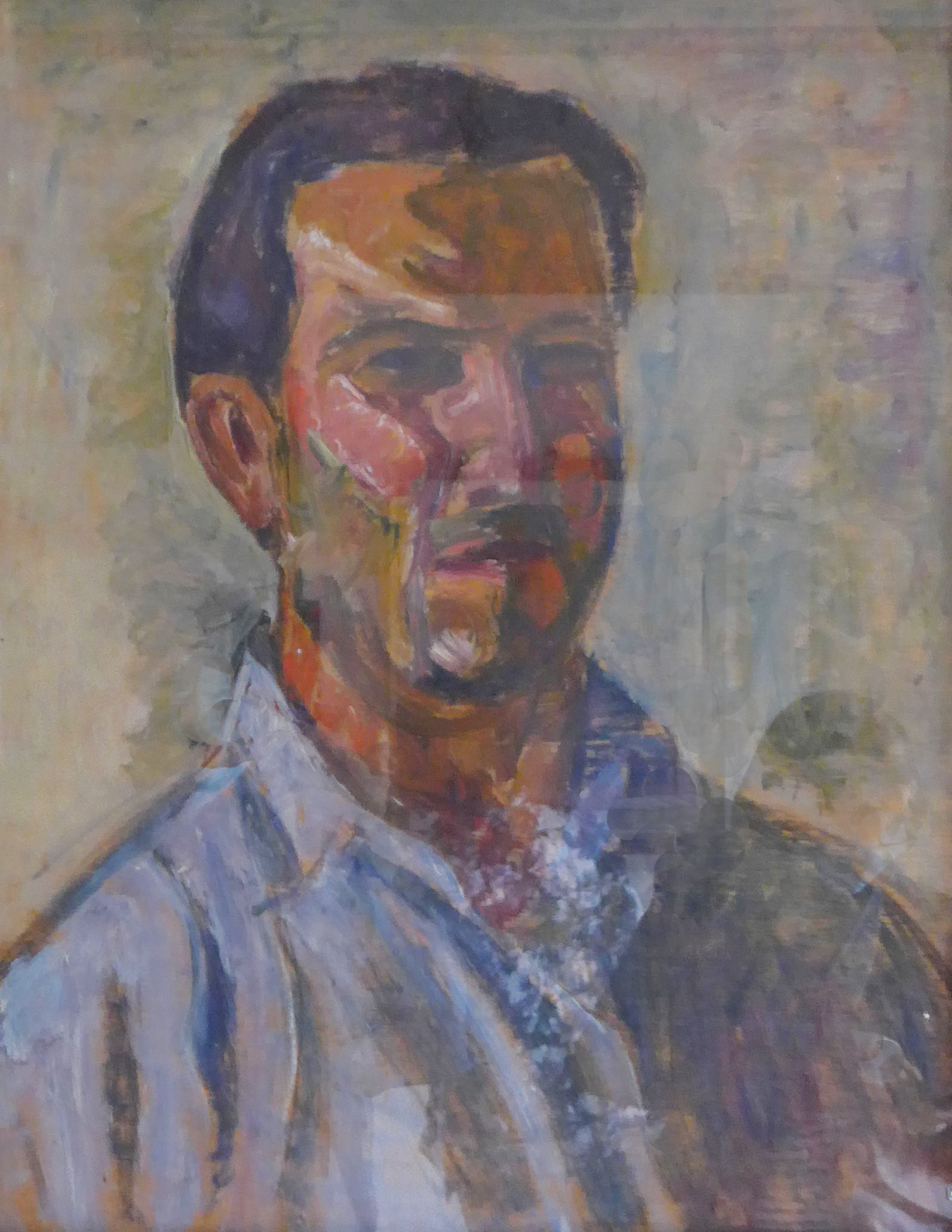
Autoritratto, Civica raccolta d'arte, Medole.

Oreste Marini (Castel Goffredo, 9 giugno 1909 – Castiglione delle Stiviere, 11 agosto 1992) è stato un pittore e critico d'arte italiano.

## Biografia
Oreste Marini nasce a Castel Goffredo nel 1909 da Sperandio Marini e da Maddalena Cadoria e inizialmente frequenta le scuole tecniche a Castiglione delle Stiviere, dove la famiglia si era trasferita nel 1921. Tra il 1923 e il 1927 segue i corsi presso l'Istituto Superiore per le Industrie Artistiche di Monza.
Nel 1931 è a Vienna. Torna in Italia nel 1932 e nel 1933 incontra il pittore Angelo Del Bon e il critico Edoardo Persico, preludio alla nascita della pittura chiarista, termine coniato nel 1935 dal critico d'arte Leonardo Borgese.
Figura chiave del chiarismo mantovano, Marini diviene maestro di Nene Nodari concentrandosi sulla natura morta e il ritratto, lavorando a una pittura dai colori chiari e dal segno leggero e intriso di luce.  In questo periodo conosce e diviene amico del pittore medolese Umberto Lilloni e la sua casa è frequentata anche da Giuseppe Facciotto.
Nel 1936 sposa Annunciata (Tina) Bignotti e si trasferisce a Firenze dove studia le bellezze artistiche della città e incontra Eugenio Montale.
Nel 1937 conosce Pio Semeghini a Burano, Giulio Perina, Aldo Bergonzoni e Giuseppe Lucchini.
Nel 1940 l'artista si trasferisce a Castiglione delle Stiviere dove assume la cattedra di professore di Storia dell'Arte al liceo locale. Negli anni cinquanta e sessanta si dedica agli scritti teorici sulla pittura, avvicinandosi pittoricamente all'astrazione. Nel 1966  organizza a Mantova la prima mostra sulla pittura chiarista.
È stato tra i fondatori del Museo internazionale della Croce Rossa a Castiglione delle Stiviere.
Muore a Castiglione delle Stivere nel 1992.

## Mostre
- 1983 - "Dal Mincio al Naviglio e ritorno" a Mantova.
- 1985 - Mostra personale a Gazoldo degli Ippoliti.
- 2010 – Mostra postuma a Medole.

## Opere
- Autoritratto, 1940-45, olio su tavola, Civica raccolta d'arte Medole[2]